# Dean Winchester
Dean Winchester este un personaj fictiv și unul dintre cei doi protagoniști ai serialului american Supernatural. El este jucat de Jensen Ackles. Alte versiuni ale personajului au fost jucate de către Hunter Brochu (copil mic), Ridge Canipe (copil), Nicolai Lawton Giustra (prepubertar), Brock Kelly și Dylan Everett (adolescent) și Chad Everett (bătrân).
Dean vânează demoni, spirite și alte creaturi supranaturale cu ajutorul fratelui său mai mic, Sam, ocazional cu prietenul lor Bobby Singer (care de altfel ajunge să moară, și apare din nou în sezonul 13, fiind adus dintr-o lume paralelă), începând cu sezonul patru, prietenul lor, îngerul Castiel, iar începând din sezonul 13, noul lor prieten, nefilimul Jack (nefilim= o ființă jumătate-înger, jumătate-om).